# Galàxia espiral nana

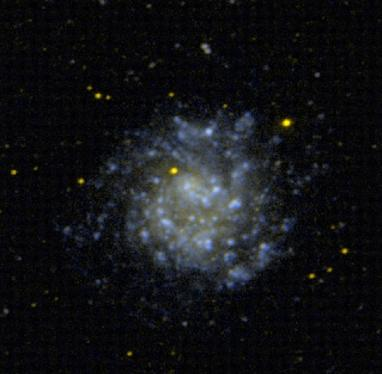
L'NGC 5474 és un exemple de galàxia espiral nana

Una galàxia espiral nana és una galàxia espiral amb una grandària inferior al normal.

## Característiques
Les galàxies espirals nanes es caracteritzen per tenir baixes lluminositats, diàmetres petits (menys de 5 kpc), baixes brillantors superficials i poca massa d'hidrogen.
Les galàxies espirals nanes poden considerar-se com una subclasse de galàxies de baixa brillantor superficial.

## Localització
La majoria de les galàxies espirals nanes es troben lluny d'agrupacions. Les fortes interaccions gravitacionals entre les galàxies i el gas en els cúmuls de galàxies desestabilitzaria el disc espiral de les galàxies nanes. No obstant això, algunes galàxies espirals nanes han estat trobades en el cúmul de la Verge i el cúmul de Coma.

## Exemples de galàxia espiral nana
- NGC 5474
- NGC 247
- NGC 6503
- NGC 3928
- NGC 625
- NGC 1051
- NGC 1311
- NGC 2188
- IC 4710